# Iselma
Iselma is een geslacht van kevers uit de familie oliekevers (Meloidae).
Het geslacht is voor het eerst wetenschappelijk beschreven in 1879 door Haag-Rutenberg.

## Soorten
Het geslacht omvat de volgende soorten:
- Iselma analis Kaszab, 1953
- Iselma basilewskyi Kaszab, 1954
- Iselma boschimana Péringuey, 1909
- Iselma brunneipes Haag-Rutenberg, 1879
- Iselma csikii Kaszab, 1953
- Iselma deserticola Bologna in Bologna, Fattorini & Pinto, 2001
- Iselma endroedyyoungai Kaszab, 1981
- Iselma erythroptera Haag-Rutenberg, 1879
- Iselma flavipennis Haag-Rutenberg, 1879
- Iselma hessei Kaszab, 1953
- Iselma hirsuta (Thunberg, 1791)
- Iselma hobohmi Kaszab, 1952
- Iselma lanuginosa Kaszab, 1953
- Iselma longispina Kaszab, 1952
- Iselma metallescens Péringuey, 1909
- Iselma murina Kaszab, 1966
- Iselma okiepana Péringuey, 1909
- Iselma optata Péringuey, 1909
- Iselma pallidipennis Haag-Rutenberg, 1879
- Iselma palpalis Kaszab, 1966
- Iselma penrithae Kaszab, 1981
- Iselma piscatrix Bologna in Bologna, Fattorini & Pinto, 2001
- Iselma planidorsis Péringuey, 1909
- Iselma quadrimaculata Borchmann, 1942
- Iselma rhodesiana Kaszab, 1954
- Iselma rubripennis Laporte de Castelnau, 1840
- Iselma rufipennis Haag-Rutenberg, 1879
- Iselma rugosa (Thunberg, 1791)
- Iselma schoutedeni Kaszab, 1954
- Iselma simillima Kaszab, 1953
- Iselma tibialis Borchmann, 1942
- Iselma ursus (Thunberg, 1791)
- Iselma violaceipennis Kaszab, 1955